# Totila

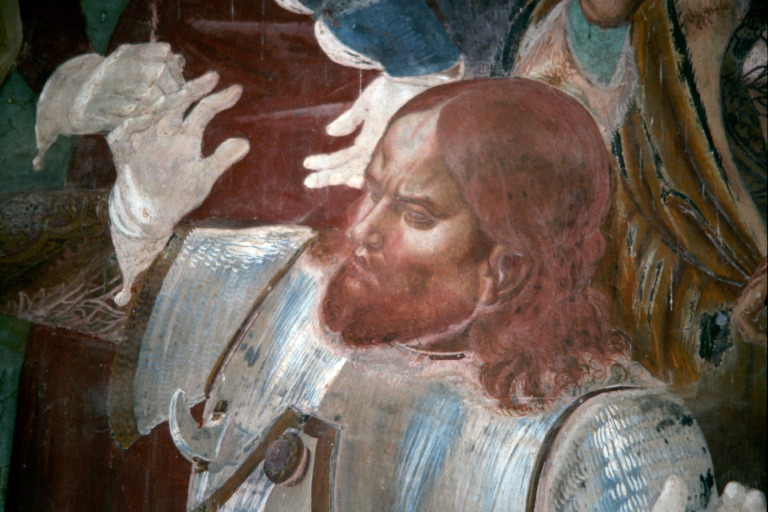
Totila framställd som 1400-talsriddare av Luca Signorelli, Monte Oliveto Maggiore (detalj).

Totila (egentligen Baduila), född i Treviso, död 552, var ostrogotisk kung. Han valdes till kung efter att hans farbror Ildibad och strax därefter dennes efterträdare Erarik dödats, år 541. Totila skulle bli den siste betydande ostrogotiske kungen.

## Biografi

### Återupprättade det gotiska kungadömet i Italien
Totila ägnade sin kraft åt att återupprätta det dalande gotiska kungadömet i Italien och gick i strid mot östromerska trupper. Det tidigare starka gotiska fästet Verona intogs och kejsar Justinianus I' trupper besegrades vid Faenza.
542 besegrades östromarna igen, denna gång vid Mugello, och Totila lämnade Toscana för att angripa Neapel som också intogs, varefter provinserna Lucania, Apulien och Calabrien underkastade sig. Edward Gibbon karaktäriserar Totilas erövring och välde som kraftfullt, rättvist och barmhärtigt:
| ” | Ingen förråddes, varken vänner eller fiender, som underkastade sig hans löfte eller hans barmhärtighet. | „ |

### Omvittnat barmhärtig
Den barmhärtiga behandling som beskrivs i krönikorna bör ha haft verklig bakgrund; under förhandlingar med Roms styrande (545) kunde Totila använda den som argument och jämföra sitt rättrådiga styre med de odisciplinerade romerska trupperna.
Under hela krigsförloppet undvek Totila belägringar om det var möjligt och koncentrerade sig på att kontrollera landsbygden. Fästen som underkastade sig hans styrkor behandlades milt, men invånare i städer som intagits med våld utsattes för våldsamma påföljder. Vid flera tillfällen raserade Totila också murarna till intagna fästen.

### Totila intar och plundrar Rom

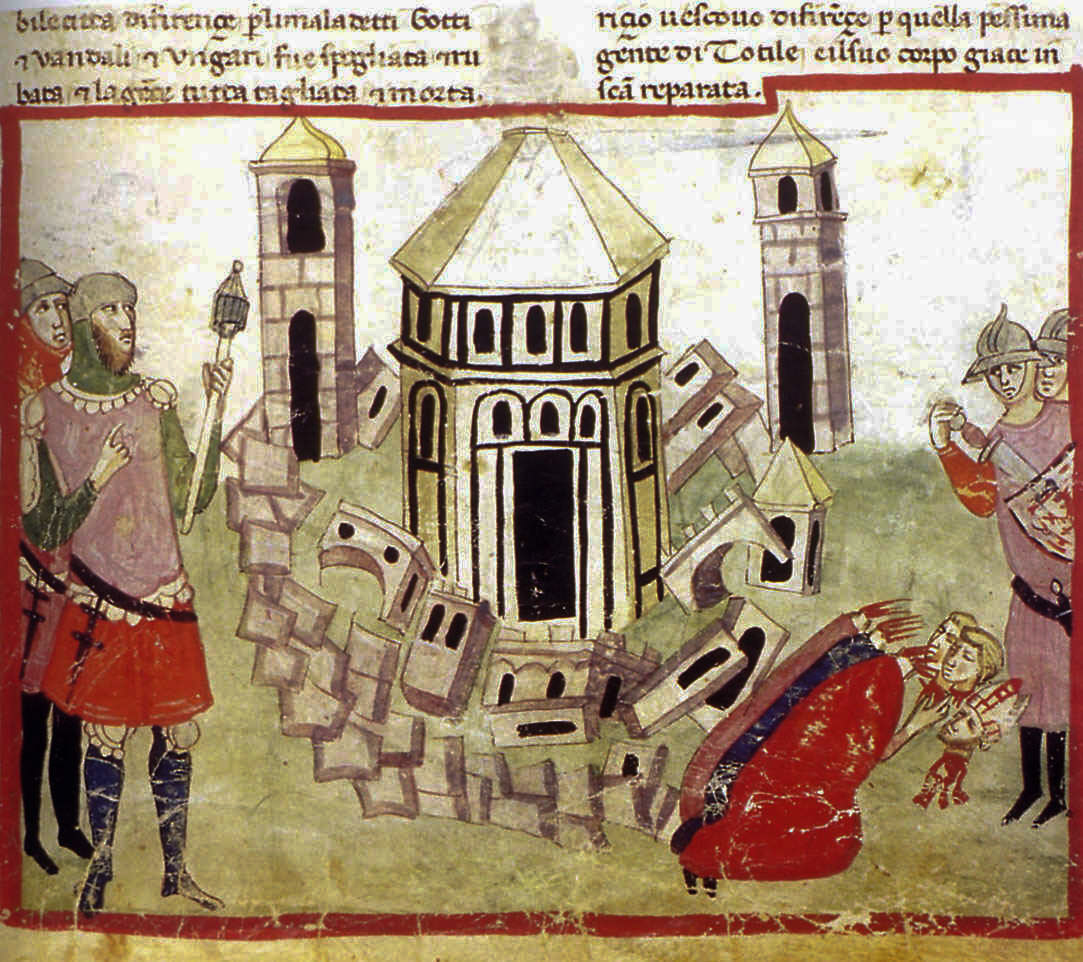
Totila plundrar Florens och raserar dess murar. Illustration från Chigi-manuskriptet, Giovanni Villanis krönika.

Vid slutet av år 545 beredde sig Totila för en belägring av Rom, och satte för detta syfte upp ett läger vid Tivoli samtidigt som han noggrant underrättade sig om hur general Belisarius' frammarsch fortskred – Belisarius hade just utsänts av kejsaren i Konstantinopel. Den kejserliga flottan kom seglande uppför Tibern men misslyckades med att undsätta Rom, och staden fick underkasta sig Totila.
Totila hade tidigare lovat att jämna Rom med marken och göra betesmark av området. Riktigt så långt gick han inte, men murarna revs åtminstone delvis, och staden  plundrades grundligt. Trots detta återuppbyggdes Rom snabbt, och Totila tvingades åter anfalla staden. Denna gång besegrades han av Belisarius som dock saknade möjlighet att följa upp segern. Belisarius tvangs av resursbrist åse hur Totila intog flera andra städer och avsade sig till slut befälet och lämnade Italien (om Belisarius motsättningar med kejsaren, se Belisarius).

### Plundrar Rom igen, erövrar Sicilien, Korsika och Sardinien
549 marscherade Totila mot Rom för tredje gången. Genom förräderi intogs staden snabbt. Därefter erövrades och utplundrades Sicilien, och Korsika och Sardinien erövrades. 

### Totilas sista slag

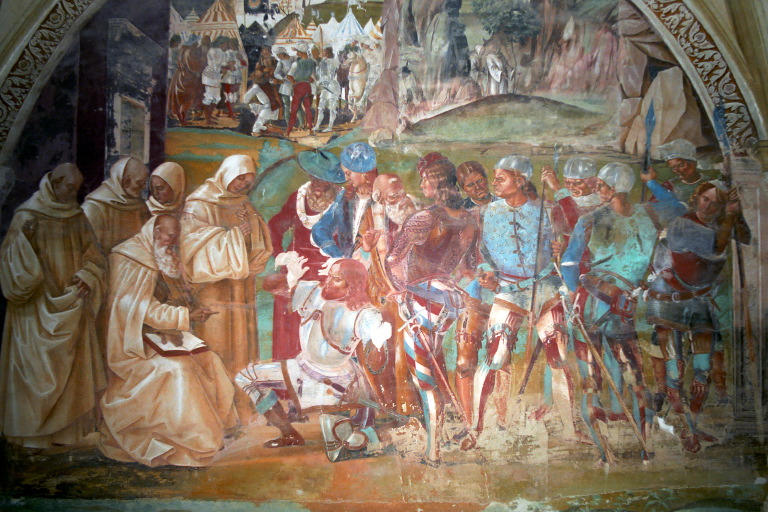
Totila av Luca Signorelli, Monte Oliveto Maggiore.

När han slutligen sände en flotta mot den grekiska kusten var kejsar Justitianus tvungen att kraftfullt svara, och general Narses sändes till Italien. I slaget vid Taginae (Busta Gallorum) i juli 552 möttes de . Den grekiske historikern Prokopios skildrade Totila, som sökte fördröja striden eftersom han väntade förstärkningar, sålunda:
| ” | Rustningen som han bar var till övermått dekorerad med guldplattor och de överdådiga prydnader som hängde längs kindskydden, från hjälmen och spjutet var inte endast av purpur utan också på andra sätt lämpade för en kung i sin underbara rikedom. Själv satt han på en mycket stor häst och började en skicklig krigsdans på fältet mellan de båda arméerna. Han red med hästen i cirklar och kastade ideligen om för att rida åt andra hållet. När han red kastade han sitt spjut så att det låg darrande i luften framför honom. Han kastade spjutet snabbt från hand till hand med överlägsen precision, han lade sig bakåt, spred ut benen och gled växelvis ner på sidorna av hästen. Han dansade med sin häst så som den gör som lärt sig konsten sen barndomen. | „ |

Trots sin skicklighet i sadeln och med spjutet besegrades Totila och dödades också i slaget.
Hans efterföljare blev Teia.